# Colonia Tepoxtequito Santa Mónica
Colonia Tepoxtequito Santa Mónica är en ort i Mexiko.   Den ligger i kommunen Huejutla de Reyes och delstaten Hidalgo, i den sydöstra delen av landet, 200 km norr om huvudstaden Mexico City. Colonia Tepoxtequito Santa Mónica ligger 161 meter över havet och antalet invånare är 106.
Terrängen runt Colonia Tepoxtequito Santa Mónica är kuperad åt sydväst, men åt nordost är den platt. Runt Colonia Tepoxtequito Santa Mónica är det ganska tätbefolkat, med 199 invånare per kvadratkilometer. Närmaste större samhälle är Huejutla de Reyes, 3,1 km väster om Colonia Tepoxtequito Santa Mónica. Omgivningarna runt Colonia Tepoxtequito Santa Mónica är en mosaik av jordbruksmark och naturlig växtlighet.